# Latimer, Mississippi
Latimer là một thành phố thuộc quận Jackson, tiểu bang Mississippi, Hoa Kỳ. Năm 2010, dân số của thành phố này là 6 079 người.

## Dân số
- Dân số năm 2000: 4 288 người.
- Dân số năm 2010: 6 079 người.